# Kostel svatého Petra a Pavla (Líšná)
Kostel svatého Petra a Pavla je jednoduchá barokní stavba, stojící osamoceně při silnici mezi obcemi Líšná a Jablečno pod zbytky hradu Řebřík. Ke kostelu přiléhá hřbitov obklopený ohradní zdí s branou, ve svahu nad kostelem se nachází dřevěná zvonice. Kostel, ohradní zeď i zvonice jsou chráněny jako kulturní památka České republiky.

## Historie
Původní kostel, zmiňovaný v roce 1348 jako farní, byl součástí vesnice, která se rozkládala pod hradem Řebřík a zanikla v 16. století. V roce 1728 byl přestavěn v barokním slohu. Dle smlouvy z roku 1715 měl kostel postavit příbramský stavitel Jakub Spineta podle projektu pražského architekta Filipa Spannbruckera.
Když se v roce 1841 zřítila klenba a bylo nutné odstranit střechu, kostel, z něhož zůstaly jen holé zdi, chátral. Proto požádali lidé z Líšně nadřízené úřady, aby byl postaven nový kostel v jejich vsi, a tento kostel měl být ponechán svému osudu. Bohoslužebné předměty, roucha a zvony byly přeneseny do Líšné. Kostel sv. Petra a Pavla byl však v roce 1845 opraven, poblíž byla postavena dřevěná zvonice a zvony se vrátily zpět. Další přestavba kostela proběhla v roce 1874.
Poté, co byl postaven kostel v Líšné (v letech 1869-1870), se běžné bohoslužby konaly tam, kostel sv. Petra a Pavla sloužil jen pro zvláštní příležitosti. Každoročně se zde první červencovou neděli pořádaly poutě.

## Architektura a interiér
Kostel má půdorys řeckého kříže s polokruhově ukončeným presbytářem. Průčelí je rozčleněno čtyřmi pilastry a ukončeno štítem. V interiéru zakrytém plochým stropem se nachází barokní oltář a kazatelna z 1. poloviny 18. století. V roce 1844 byly do kostela přemístěny ze hřbitova náhrobní desky Protivců z Entenšlanku, posledních pánů na Řebříku; nejstarší pochází z roku 1490.

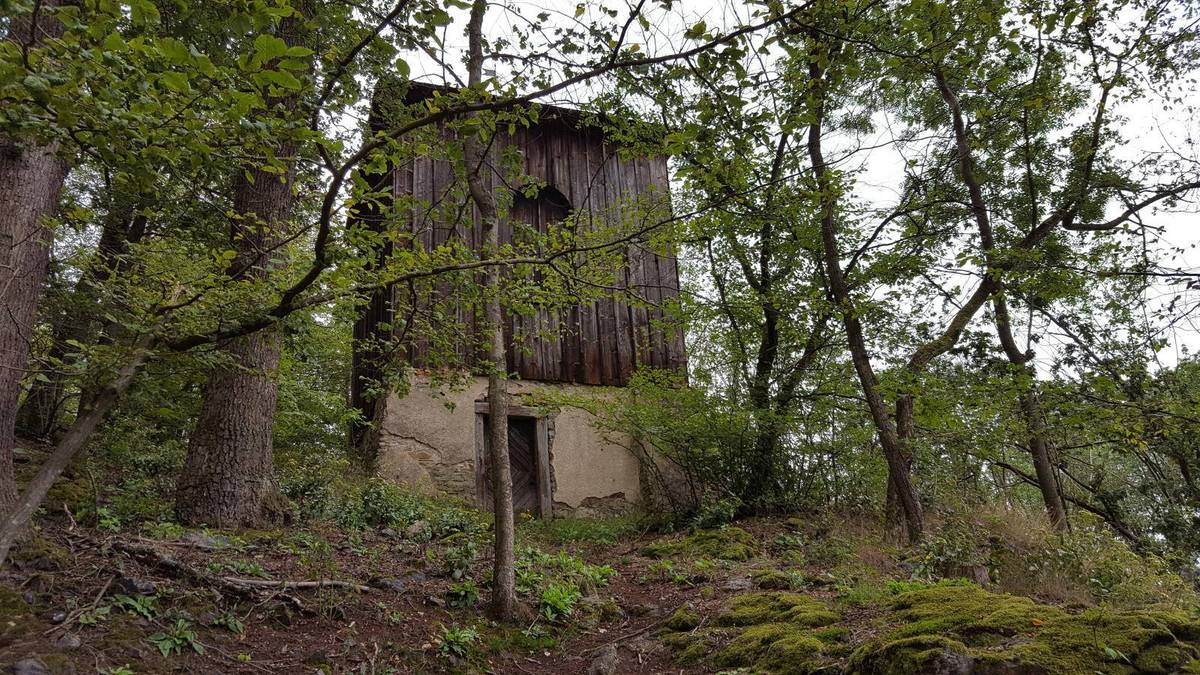
zvonice

Dřevěná zvonice stojí na zděné podezdívce a je kryta šindelem.

## Pověst
Ke kostelu se vztahuje pověst o přenášení zvonů. Když kostel neměl zvony, přenášel je sem sám svatý Petr ze stejnojmenného kostela v Dolanech (dnes součást obce Hlince) u Chříče.

## Osudy kostela po roce 2000
Koncem 20. století byl kostel ve velmi zchátralém stavu, o samotě stojící stavba lákala vandaly a zloděje. V roce 2004 se rozhodl violoncellista České filharmonie Josef Dvořák získat peníze na opravu kostela uspořádáním benefičního koncertu. S přáteli pak založil občanské sdružení, které v kostele pořádalo koncerty a výstavy, opět se konaly i poutní mše. Akademická malířka Adriana Skálová vytvořila pro kostel cyklus obrazů Křížová cesta.
Protože provedené nejnutnější opravy nestačily a stav kostela se nadále zhoršoval, musely se od roku 2014 benefiční akce, které sdružení „Oživování kostela sv. Petra a Pavla na Zbirožsku“ pořádá i nadále, dočasně přesunout do kostela sv. Václava v Líšné. Od roku 2020 probíhá celková oprava kostela, mimo jiné i díky odkazu paní Habáskové z Líšné, která odkázala své pozemky farnosti s tím, že peníze za ně budou věnovány na opravu kostela; kromě toho farnost žádá i o dotace.